# Wang Xiaobo
En una onomàstica xinesa Wang es el cognom i Xiaobo el prenom
Wang Xiaobo (xinès simplificat: 王小波) (Pequín 1952 - 1997). Novel·lista, guionista, assagista i intel·lectual xinès. Va ser un dels intel·lectuals més famosos i un novel·lista popular a la dècada de 1990 a la Xina.

## Biografia
Wang Xiaobo va néixer el 13 de maig de 1952 a Pequín (Xina); quart de cinc germans en una família d'intel·lectuals. El seu pare, Wang Fangming (王方名), va ser un famós informàtic a la Xina a principis dels anys 50, antic professor de Yan'an a la Universitat Popular (人民大学), la seva mare Song Hua (宋华) mestre d'escola. El germà gran de Wang Xiaoping (王小平), va estudiar lògica matemàtica i simbòlica amb el fundador de la disciplina a la Xina, Shen Youding (沈有鼎). Wang de 1959 a 1965 va estudiar a l'escola Erlong Road a Pequín.
Durant les campanyes tres-anti i cinc-anti (三反" 运动) el pare de Wan va ser declarat "dissident" i expulsat del Partit Comunista Xinès i no va ser rehabilitat fins a l'any 1979.
Durant la Revolució Cultural, igual que tants estudiants de la seva generació, Wang va ser enviat a treballar a una comuna agrària la província de Yunnan,com a "jove instruït", experiència que va donar origen a la que és probablement la seva novel·la més important, L'Edat d'Or (黄金时代), que no publicaria fins al 1992, després d'haver-hi treballat-hi durant una dècada. El 1971, va ser enviat a treballar al districte de Mouping (牟平), a la província de Shandong, d'on era la seva mare. Més tard va obtenir una plaça de professor en una petita escola de poble de Qinghushan (青虎山村). 
Un cop tornat a Pequín, el 1973 va treballar en diverses fàbriques, experiència que compaginava amb l'escriptura, amb obres com "L'amor en temps de la revolució" (革命时期的爱情).
El 1977, va conèixer la seva futura esposa, Li Yinhe (李银河),(si va casar el 1980) que aleshores era editora del diari Guangming Ribao (《光明日报》) i es convertiria en una sociòloga de renom, especialment per la seva investigació sobre l'homosexualitat a la Xina. 
Abans de les proves d'accés a la universitat del 1977, Wang Xiaobo va tenir l'oportunitat de fer proves d'accés al departament de guionistes a l'Acadèmia d'Art Dramàtic de Pequín. Superaria les proves escrites, però, quan l'examinador que el va entrevistar li va preguntar quin era el seu autor teatral preferit, Wang va contestar sense dubtar que aquest era Bernard Shaw, els examinadors no van fer més preguntes al candidat, rebent més endavant la notícia de que no havia estat admès. El motiu segons ell, era que els examinadors de ben segur no coneixien Bernard Shaw. El maig de 1978, va fer l'examen d'accés a la universitat i va ser admès per la Universitat Renmin de la Xina (Renmin University of China), on es va especialitzar en estudis de productes bàsics a la Facultat de Comerç i Economia. Durant els seus estudis, va publicar una anàlisi de la novel·la d'Ernest Hemingway "El vell i la mar" a la revista Dushu. Quan tenia trenta anys va graduar-se el 1982, i va treballar a la mateixa universitat com a professor. La seva experiència pedagògica l'inspirarà a escriure el conte “Als trenta anys interposant-se en el camí” (三十而立).
El 1984, amb la seva esposa, va anar a la Universitat de Pittsburgh als Estats Units com a estudiant de postgrau al Centre d'Estudis d'Àsia Oriental. Van aprofitar per viatjar per tots els EUA i per Europa.
El 1988, va tornar a la Xina com a professor a l'Institut de Sociologia de la Universitat de Pequín (北京大学社会学系讲师). El 1991, Wang Xiaobo es va convertir en professor ajudant de comptabilitat a la Universitat Popular.
Va morir a Pequín d'un atac de cor  l'11 d'abril del 1997.

#### Carrera literària
Wang Xiaobo va tenir una carrera com a escriptor molt curta però molt fulgurant. Entre la publicació de la seva primera col·lecció de contes, el setembre de 1989, i la seva prematura mort d'un infart l'abril de 1997 van passar només set anys, però aquest breu temps va ser suficient perquè es convertís en una celebritat, especialment entre els joves intel·lectuals xinesos. Alguns crítics ha manifestat que "el to amb què va escriure sobre la societat i la cultura xinesa sembla lleuger, i sovint és humorístic, però és la lleugeresa d'algú que ha vist el fons de les coses i no s'ho pren seriosament. Per descomptat, quan no escrivia, sí que es prenia les coses molt seriosament, i amb la dificultat de suportar la pressió d'una societat que reconeixia el seu talent però no podia assimilar les seves idees."
El 21 de gener de 1980 es va casar amb Li Yinhe. Aquest mateix any, va publicar el seu primer conte, "Immutable as the Universe" (地久天长), a la revista The Ugly Duckling (丑小鸭).
El 1991, "The Golden Age" va ser premiat pel United Daily News (联合报) de Taiwan i serialitzat al suplement del diari. Aquesta novel·la atípica amb el teló de fons de la Revolució Cultural a Yunnan despertà interès, debat i polèmica. Segons el resum de l'edició al castellà l'obra explica que " Durant els primers anys de la Revolució Cultural el protagonista Wang Er és destinat a una brigada de Treball a la fronterera província de Yunn'an. Allà coneix la jove metgessa Chen Qingyang, amb qui inicia una relació adúltera que els porta a fugir a les muntanyes durant diversos mesos. Després de tornar a la brigada són obligats a escriure una interminable confessió ia participar en sessions d'acusació pública en què són humiliats repetidament. Quan tot acaba, tots dos són enviats de tornada als seus llocs d'origen i no es tornen a veure fins a vint anys més tard, quan es troben per casualitat en un parc de Pequín. Aquella nit, en una habitació d'hotel, recorden vells temps i intenten dilucidar i donar conclusió a la seva història d'amor particular."
L'escriptor Ai Xiaoming va subratllar "el plaer espontani que es pren en llegir-la, un plaer no intel·lectual que s'ha de sentir primer, aporta plaer a cada pàgina. Qui vulgui buscar-hi un sentit ocult, ho pot fer; però el valor de la novel·la rau sobretot en la lectura mateixa...”.  
The Golden Age va tenir continuació amb tres obres més (L'Edat de Plata, L'Edat de Bronze i l'Edat de Ferro).
Com a guionista va col·laborar en el fim "East Palace, West Palace" (东宫西宫), amb direcció de Zhang Yuan i protagonitzada per l'actor Hu Jun i l'actriu Zhao Wei. Va ser el primer a tractar el tema de l'homosexualitat a la Xina. El guió estava basat en l'estudi sociològic que Wang i Li Yinhe, que van fer sobre els homosexuals xinesos "Their world - perspectives on the community of homosexuals in China" (他们的世界— —中国男同性恋群落透视). La pel·lícula va obtenir el premi Ombú de Plata al millor director i al millor guió al XII Festival Internacional de Cinema de Mar del Plata (Argentina) el 1996 i nominada en el Festival Internacional de Cinema de Canes de l'any 1997.
Al maig de 1995, la novel·la curta, "El món futur" (未来世界), és guardonada amb el premi a la millor novel·la pel United Dailyen Taiwan. Immediatament es publica per l'editorial Huacheng (花城出版社). El novembre de 1996 es publica la seva primera col·lecció d'assajos, anomenada "El plaer de pensar"(思维的乐趣), a l'editorial Beiyue Wenyi Press (北岳文艺出版社出版). La seva obra, especialment la seva nombrosa producció d'assajos i articles breus sobre els temes més variats, tant personals com socials, polítics i culturals, continua sent àmpliament llegida.

## Obres destacades
| Any  | Títol xinès  | Títol anglès                           |
| ---- | ------------ | -------------------------------------- |
| 1990 | 唐人秘传故事 | Mysterious Stories of the Tang Dynasty |
| 1992 | 王二风流史   |                                        |
| 1992 | 黄金时代     | The Golden Age                         |
| 1996 | 思维的乐趣   | The Pleasure of Thought                |
| 1997 | 白银时代     | The Silver Age                         |
| 1997 | 沉默的大多数 | The Silent Majority                    |
| 1997 | 我的精神家园 | My Spiritual Homeland                  |
| 1997 | 青铜时代     | The Bronze Age                         |
| 1998 | 黑铁时代     | The Iron Age                           |